# Eraclito e Democrito
Eraclito e Democrito (dt. Heraklit und Demokrit) ist eine „Commedia per musica“ in zwei Akten von Antonio Salieri auf einen Text von Giovanni De Gamerra. Die Uraufführung fand am 13. August 1795 im Wiener Burgtheater statt. 1796 wurde die Oper in Berlin aufgeführt. Eine weitere Aufführungsserie in Wien fand 1803 statt.
Die erste moderne Wiederaufführung erfolgte in konzertanter Form am 14. Oktober 2018 bei den Walldorfer Musiktagen unter der Leitung des Salieri-Spezialisten Timo Jouko Herrmann. Die Secco-Rezitative wurden hierbei durch deutsche Zwischentexte ersetzt, die der Librettist und Dramaturg André Meyer verfasst hatte. Bei dieser Aufführung wurden auch von der Forschung bislang unbeachtete, in einer in der Universitätsbibliothek Neuchâtel erhaltenen Partiturabschrift enthaltene Teile der Urfassung gespielt wie etwa die langsame Einleitung der Ouvertüre.